# Sei Rotan
Sei Rotan is een bestuurslaag in het regentschap Deli Serdang van de provincie Noord-Sumatra, Indonesië. Sei Rotan telt 25.474 inwoners (volkstelling 2010).